# جوستاس تاموليس
جوستاس تاموليس (بالليتوانية: Justas Tamulis)‏ مواليد 12 يوليو 1994 في ليتوانيا، هو لاعب كرة سلة ليتواني. بدأ مسيرته الاحترافية في سنة 2011. يحمل الرقم 5. لعب مع نادي بريوغان لكرة السلة ونادي نفيجيس لكرة السلة في الدوري الليتواني لكرة السلة.

## روابط خارجية
- جوستاس تاموليس على موقع الاتحاد الدولي لكرة السلة (الإنجليزية)
- جوستاس تاموليس على موقع كرة السلة الأوروبية.كوم (الإنجليزية)
- جوستاس تاموليس على موقع ريلجم (الإنجليزية)
- جوستاس تاموليس على موقع بروبوليرز (الإنجليزية)